# 镰叶拎树藤
镰叶拎树藤（学名：Epipremnum falcifolium），属于天南星科麒麟叶属，是婆罗洲热带雨林中特有的一种木质藤本植物。

## 分布
原生于婆罗洲，包括汶莱、印尼加里曼丹及马来西亚沙巴。

## 名称
本种学名中的种小名是取自其特征——“镰刀状的叶子”。